# Domaine de Kashima

Situation de Kashima dans la préfecture de Saga.

Le domaine de Kashima (鹿島藩, Kashima-han) est un domaine féodal tozama daimyo japonais de la période Edo situé dans la province de Hizen, Kyūshū. Son territoire est à peu près équivalent à celui de la ville moderne de Kashima, préfecture de Saga.

## Histoire
Le domaine de Kashima est à l'origine un sous-domaine du domaine de Saga fondé en 1610 pour Tadashige Nabeshima, le plus jeune frère de Nabeshima Katsushige, premier daimyō du domaine de Saga. Tadashige avait déjà une possession d'une valeur de 5 000 koku dans ce qui est à présent une partie du district de Katori, aussi les 20 000 koku supplémentaires de son frère font-ils monter ses revenus à un total de 25 000 koku. Masashige Nabeshima, fils de Tadashige, est le deuxième daimyō de Kashima. Mais Masashige en est dépossédé en 1642 quand le domaine de Kashima est donné par Nabeshige Katsushige à son neuvième fils, Naotomo. Masashige est autorisé à conserver les possessions originales de son père d'une valeur de 5 000 koku et son statut est réduit à celui de hatamoto. La lignée de Naotomo continue à diriger le domaine jusqu'à la restauration de Meiji et est assujettie aux mêmes régulations sankin kōtai que les autres domaines. Kashima n'est cependant pas autorisé à construire son propre château, mais seulement un jin'ya. Après l'abolition du système han (1871), Naoyoshi Nabeshima, l'ancien dernier daimyō devient vicomte (shishaku) dans le système de pairage kazoku et le domaine de Kashima est absorbé dans la nouvelle préfecture de Saga.

## Liste des daimyos
- Clan Nabeshima (tozama daimyo)

|    | Nom                           | Dates     | Titre         | Rang                    | Revenus     |
| -- | ----------------------------- | --------- | ------------- | ----------------------- | ----------- |
| 1  | Tadashige (鍋島忠茂)          | 1609-1624 | Izumi-no-kami | 5e inférieur (従五位下) | 25 000 koku |
| 2  | Masashige (鍋島正茂)          | 1624-1642 |               | 6e (従五位下)           | 25 000 koku |
| 3  | Naotomo (鍋島直朝)            | 1642-1672 | Izumi-no-kami | 5e inférieur (従五位下) | 20 000 koku |
| 4  | Naoeda (鍋島直條)             | 1672-1705 | Bizen-no-kami | 5e inférieur (従五位下) | 20 000 koku |
| 5  | Naokata (鍋島直堅)            | 1705-1727 | Izumi-no-kami | 5e inférieur (従五位下) | 20 000 koku |
| 6  | Naosato (鍋島直郷)            | 1728-1763 | Bizen-no-kami | 5e inférieur (従五位下) | 20 000 koku |
| 7  | Naohiro (鍋島直熙)            | 1763-1770 | Izumi-no-kami | 5e inférieur (従五位下) | 20 000 koku |
| 8  | Naoyoshi (鍋島直宜)           | 1770-1801 | Bizen-no-kami | 5e inférieur (従五位下) | 20 000 koku |
| 9  | Naonori (鍋島直彜)            | 1800-1820 | Tamba-no-kami | 5e inférieur (従五位下) | 20 000 koku |
| 10 | Naonaga (鍋島直永)            | 1820-1839 | Tamba-no-kami | 5e inférieur (従五位下) | 20 000 koku |
| 11 | Naoharu (鍋島直晴)            | 1839      | Aucun         | Aucun                   | 20 000 koku |
| 12 | Naokata (鍋島直賢)            | 1840-1848 | Bizen-no-kami | 5e inférieur (従五位下) | 20 000 koku |
| 13 | Nabeshima Naoyoshi (鍋島直彬) | 1848-1871 | Bizen-no-kami | 5e inférieur (従五位下) | 20 000 koku |
|    |                               |           |               |                         |             |